# Live at the Isle of Fehmarn
Live at the Isle of Fehmarn uživo je album američkog glazbenika Jimija Hendrixa i njegovog sastava The Jimi Hendrix Experience, postumno objavljen 13. prosinca 2005. godine od izdavačke kuće Dagger Records. Album bilježi Experiencov koncert održan 6. rujna 1970. godine na festivalu the Open Air Love & Peace na otoku Fehmarnu, Njemačka. Koncert je prvotno trebao biti održati 5. rujna ali zbog jakih kiša i nevremena koji su to područje zahvatili prethodnih dana odgođen je dan kasnije.

## Popis pjesama
Sve pjesme napisao ja Jimi Hendrix, osim gdje je to drugačije naznačeno.
| Br. | Skladba                        | Autor                  | Trajanje |
| --- | ------------------------------ | ---------------------- | -------- |
| 1.  | »Introduction«                 |                        | 3:36     |
| 2.  | »Killing Floor«                | Chester Arthur Burnett | 3:35     |
| 3.  | »Spanish Castle Magic«         |                        | 4:49     |
| 4.  | »All Along the Watchtower«     | Bob Dylan              | 4:26     |
| 5.  | »Hey Joe«                      | Billy Roberts          | 4:20     |
| 6.  | »Hey Baby (New Rising Sun)«    |                        | 5:35     |
| 7.  | »Message to Love«              |                        | 4:43     |
| 8.  | »Foxey Lady«                   |                        | 4:23     |
| 9.  | »Red House«                    |                        | 9:24     |
| 10. | »Ezy Ryder«                    |                        | 3:51     |
| 11. | »Freedom«                      |                        | 7:45     |
| 12. | »Room Full of Mirrors«         |                        | 3:26     |
| 13. | »Purple Haze«                  |                        | 2:26     |
| 14. | »Voodoo Child (Slight Return)« |                        | 9:12     |

## Izvođači
- Jimi Hendrix – električna gitara, vokal
- Mitch Mitchell – bubnjevi
- Billy Cox – bas-gitara

## Vanjske poveznice
- Službene stranice Jimija Hendrixa - recenzija albuma